# (5203) Pavarotti
(5203) Pavarotti ist ein Asteroid des Hauptgürtels, der am 27. September 1984 von der tschechischen Astronomin Zdeňka Vávrová am Kleť-Observatorium (Sternwarten-Code 046) in der Nähe der Stadt Český Krumlov in Südböhmen entdeckt wurde.
Der Asteroid wurde nach dem italienischen Tenor Luciano Pavarotti (1935–2007) benannt, der als einer der bedeutendsten Tenöre gilt und als Mitglied der Drei Tenöre zum Superstar wurde.